# Règnetuit
Règnetuit is een gehucht in de Franse gemeente Avesnes-en-Val in het departement Seine-Maritime in Normandië.
Het gehucht ligt in het westen van de gemeente , een kilometer ten zuidwesten van Saint-Aignan.

## Geschiedenis
Op de 18de-eeuwse Cassinikaart is de plaats aangeduid als Regnethuy.
Op het eind van het ancien régime op het eind van de 18de eeuw, toen de gemeenten werden gecreëerd, werd de plaats een deel van de gemeente Saint-Aignan. Toen die gemeente in 1825 al werd opgeheven, werd Règnetuit mee ondergebracht in de gemeente Avesnes.
Aigumont · Avesnes-en-Val · Blanques · Feuilloy · Maisoncelle · Règnetuit · Saint-Aignan · Villy-le-Haut